# Rafał Sarnecki (baanwielrenner)
Rafał Sarnecki (8 januari 1990) is een Pools baanwielrenner. In 2015 behaalde hij een tweede plaats op de teamsprint tijdens de Europese kampioenschappen baanwielrennen. Sarnecki nam deel aan de Olympische Zomerspelen van 2016 waar hij zevende werd op de teamsprint en achttiende op de sprint. 

## Belangrijkste resultaten
| Jaar     | PK                                         | EK                                | WK         | Overig                                       |
| Junioren | Junioren                                   | Junioren                          | Junioren   | Junioren                                     |
| -------- | ------------------------------------------ | --------------------------------- | ---------- | -------------------------------------------- |
| 2008     |                                            | teamsprint                        | teamsprint |                                              |
| Belofte  |                                            |                                   |            |                                              |
| 2010     |                                            | teamsprint                        |            |                                              |
| 2011     |                                            |                                   |            |                                              |
| 2012     |                                            | teamsprint                        |            |                                              |
| Elite    |                                            |                                   |            |                                              |
| 2008     | keirin                                     |                                   |            |                                              |
| 2009     |                                            |                                   |            |                                              |
| 2010     |                                            |                                   |            |                                              |
| 2011     |                                            |                                   |            |                                              |
| 2012     |                                            |                                   |            |                                              |
| 2013     | keirin                                     |                                   |            |                                              |
| 2014     |                                            |                                   |            |                                              |
| 2015     | keirin · teamsprint                        | teamsprint · 1km tijdrit · sprint |            |                                              |
| 2016     | teamsprint · sprint                        |                                   |            | Olympische Spelen: 7e teamsprint, 18e sprint |
| 2017     | teamsprint · sprint                        |                                   |            |                                              |
| 2018     | teamsprint · sprint                        |                                   |            |                                              |
| 2019     | teamsprint · 1km tijdrit · sprint · keirin |                                   |            |                                              |
| 2020     |                                            |                                   |            |                                              |
| 2021     | keirin · sprint                            |                                   |            |                                              |
| 2022     | sprint                                     |                                   |            |                                              |
| 2023     | sprint                                     |                                   |            |                                              |
| 2024     |                                            | teamsprint                        |            |                                              |